# Kostel svatého Mikuláše (Bor)
Kostel svatého Mikuláše v Boru je římskokatolický farní kostel v Boru u Tachova je dominanta borského náměstí. Jeho barokní podoba pochází z přestavby v letech 1739–1750.

## Historie
Kostelní stavba v Boru je poprvé zmíněna již v roce 1282, která byla ve 14. a 16. století přestavována. V polovině 17. století kostel zcela vyhořel a později byl nahrazen barokní stavbou z let 1739 a 1750, v této podobě se dochoval dodnes. Autorem projektu výstavby byl plzeňský architekt Jakub Auguston.
Výstavba nového kostela byla realizována přičiněním borského faráře Josefa Schmidta. Kostel byl benedikován 6. prosince 1749 tachovským děkanem J. M. Kniradlem a vysvěcen 20. října 1904 pražským arcibiskupem Lvem kardinálem Skrbenským z Hříště.

### Program záchrany architektonického dědictví
V rámci Programu záchrany architektonického dědictví bylo v letech 1996-2000 na opravu kostela čerpáno 4 800 000 Kč.
| rok    | 1996  | 1997 | 1998  | 1999  | 2000  |
| ------ | ----- | ---- | ----- | ----- | ----- |
| částka | 1 000 | 600  | 1 000 | 1 200 | 1 000 |

## Architektura

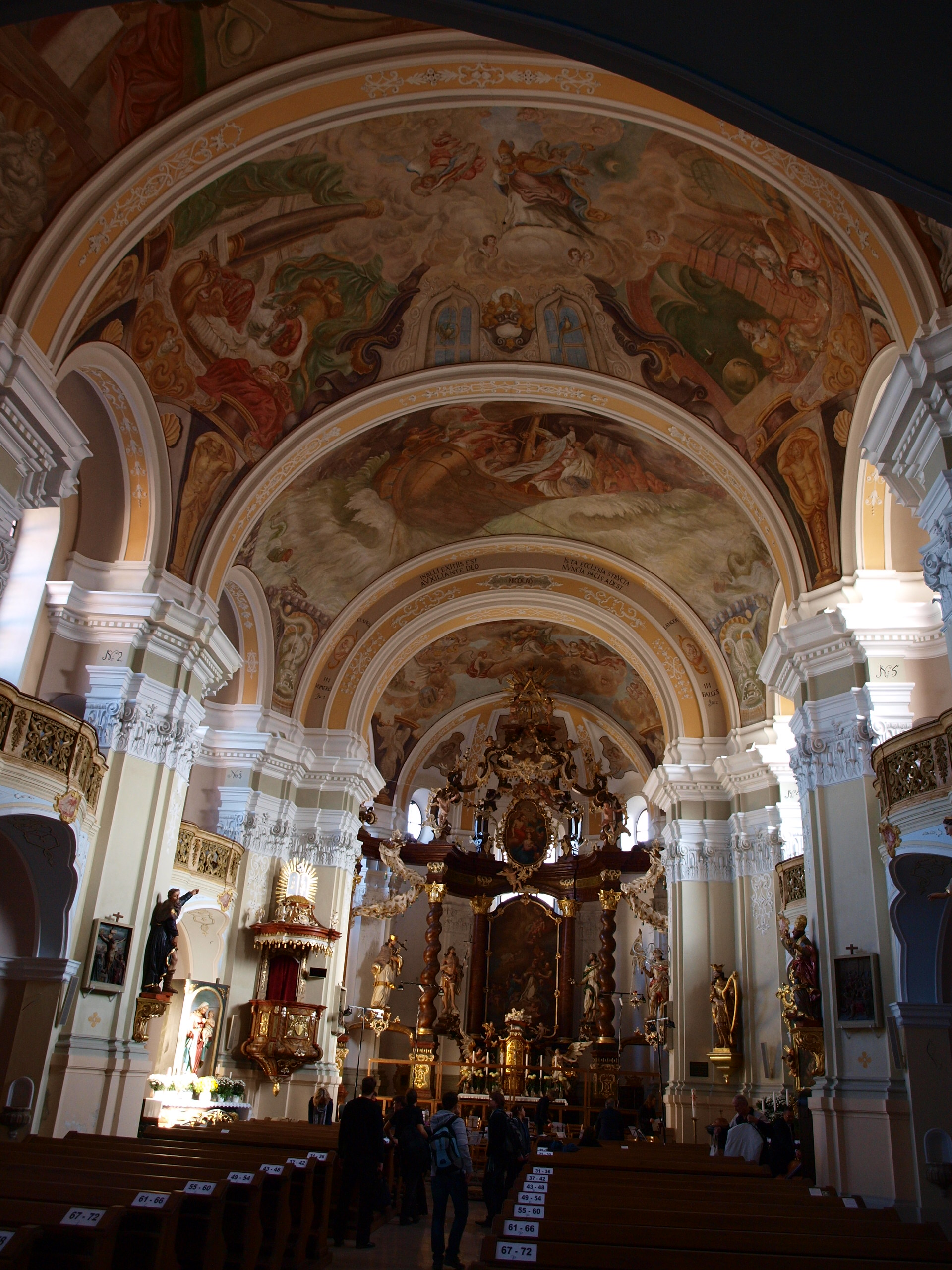
Hlavní loď kostela

Jednolodní kostel s postranní sakristií a oratoří v patře. Hranolová kostelní věž s ochozem na jižní straně kostela je pozůstatkem pozdně gotické stavby.

## Duchovní správcové
- Josef Schmidt (farář, 1736–1777)
- Georg Glosauer (farářem v letech 1892 až 1904)
- Mons. Vladimír Born (farář, od roku 1979 až 2016)
- P. Miroslav Martiš (od roku 2017 administrátor farnosti)

## Pochovaní
Ve spodní části presbytáře jsou pochováni někteří členové rodu pánů ze Švamberka. Jsou to:
- Bohuslav († 1490)
- Volf († 1505)
- Jan († 1533)
- Bartoloměj († 1560)
- Jan Erazim († 1580)
- Jan Vilém († 1590)[3]